# Галяс Василь Терентійович
Василь Терентійович Галяс (1921–2006) — український історик, бібліограф. Старший лаборант Кафедри історії України Одеського університету імені І. І. Мечникова

## Життєпис
Василь Терентійович народився 13 січня 1921 року в містечку Журавно Жидачівського повіту Станиславівського воєводства Польської республіки (тепер належить до Стрийського району Львівської області).
З 1926 року проживав в Одесі. Після закінчення середньої школи № 117 м. Одеси, у 1939 році вступив на історичний факультет Одеського державного університету (зараз — Одеський національний університет імені І. І. Мечникова)
У 1939 р. мобілізований до лав Червоної Армії. Початок Великої вітчизняної війни застав його у Новоросійську. Василь Терентійович пройшов всю війну та завершив її на Ельбі.
Після демобілізації влітку 1946 року Василь Терентійович відновив навчання в Одеському університеті на історичному факультеті, а після його закінчення здобув вишкіл в аспірантурі (1951—1954).
З 1954 року історик почав працювати старшим лаборантом кафедри історії СРСР, а з 1956 року — кафедри історії Української РСР.
У 1981 р., вийшовши на пенсію, продовжував працювати у 80-ті роки бібліотекарем у науковій бібліотеці Університету.
Помер в 2006 році.

## Науковий доробок
Автор понад 30 наукових праць.
Протягом декількох років він читав кілька спецкурсів на історичному факультеті, в том числі популярний серед студентів «Українська історіографія». Сергій Захарович Заремба назвав Василя Терентійовича бібліографом-енциклопедистом.
Працюючи в університеті, Василь Терентійович професійно розробляв краєзнавчу проблематику. У 1960-ті роки свої праці друкував в «Науково-інформаційному бюлетні Архівного управління УРСР», брав участь як автор у підготовці відомих енциклопедичних видань: «Визначні місця України», «Історія міст та сіл Української РСР».
Подією в житті Василя Терентійовича стало листування з істориком-славістом А. В. Флоровським (1884—1968). Це знайомство фактично відновило зв'язки професора Карловського університету з його alma-mater (А. В. Флоровський — студент і викладач Новоросійського університету), з науковим життям Одеси. Тому збір матеріалів і просопографічне вивчення сім'ї Флоровських стало чи не основним для В. Галяса напрямком дослідження.

## Список публікацій
- Одеська область // Визначні місця України. — К., 1958. — с. 411–450 (Галяс Василь Терентійович i С.М. Ковбасюк)
- Кілія. Нарис-путівник. — Одеса, Маяк 1968 (Галяс Василь Терентійович i Град Р.Л) [Архівовано 22 листопада 2015 у Wayback Machine.]
- Шабо // В кн. Історія міст і сіл Української РСР. Одеська область.-Київ,1969.-с. 310—319 (у співавторстві з Бойко Д. П.)
- Кілія // В кн. Історія міст і сіл Української РСР. Одеська область.-Київ,1969.-с.471-487 (у співавторстві з Кашаєвим М. І.)
- Вилкове // В кн. Історія міст і сіл Української РСР. Одеська область.-Київ,1969.-с.488-497
- Георгій Флоровський-воспитанник Новороссийского университета// Одеський університет,-1993.-10 листопада
- Русский историк-славист А.В Флоровский// Дерибасовская-Решельевская. Одесский Альманах(сб.)Книга 15. Одесса — Друк, 2003, с. 9-24

## Посилення
- Василь Терентійович Галяс — Електронний каталог [Архівовано 4 березня 2016 у Wayback Machine.]
- Галяс, Василь Терентійович, р.н.1921--Історики українські
- Хмарський Вадим Михайлович — біобіболіографія [Архівовано 24 листопада 2015 у Wayback Machine.]